# Chinoperla spinata
Chinoperla spinata és una espècie d'insecte plecòpter pertanyent a la família dels pèrlids. Es troba a Àsia: Tailàndia.
Els adults presenten el cap marró fosc, les antenes i els palps uniformement marró, el pronot marró clar amb rugositats més fosques i les potes marró. Les ales anteriors dels mascles fan 5 mm de llargària i les de les femelles 11. Els ous tenen forma de llàgrima.